# Punrunata
Genre
Punrunata est un genre d'opilions laniatores de la famille des Gonyleptidae.

## Distribution
Les espèces de ce genre se rencontrent au Pérou et au Brésil.

## Liste des espèces
Selon World Catalogue of Opiliones (14/09/2021) :
- Punrunata brasiliensis Soares & Soares, 1979
- Punrunata femoralis Soares & Bauab-Vianna, 1973
- Punrunata tibialis Roewer, 1952

## Publication originale
- Roewer, 1952 : « Neotropische Arachnida Arthrogastra, zumeist aus Peru. » Senckenbergiana, vol. 33, p. 37-58.